# 波多野栄一
波多野 栄一（はたの えいいち、1900年9月30日 - 1993年11月5日）は、主に昭和期に活躍した芸人。百面相をやった。本名は畑野栄吉。

## 来歴
東京市芝の生まれ、築地工手学校卒業。1919年（大正8年）、新劇、民劇座に入り、翌年に文芸座へ移る。
青年時代から大浜少女歌劇団の教師、田谷力三のオペラ座での役者や、映画の助監督を経て、「波多野栄一漫劇隊」というショー一座を作り、1937年（昭和12年）、吉本興業（東京吉本）に入る。渋谷花月を常打ちとし、いつもトリを任されるほどの人気だったという。その後、東宝名人会の専属漫才を経て、戦後は落語協会に所属し、古老として寄席テレビに百面相で出演した。
　

## 芸風
- 十八番は、大阪の松葉家奴もやっていた、「珍芸・金色夜叉」と、聖徳太子、ジョン・ウェインのカウボーイ、アラカン演じる、映画の鞍馬天狗、国定忠治などの面相。「珍芸・金色夜叉」は、左半身をお宮、右半身を貫一にして「金色夜叉」を演じるというもの。
- 寄席カメラマンの金子桂三曰く、カメラ収集が好きだったようである。